# Pridnjestrovska Moldavska Republika
Pridnjestrovska Moldavska Republika ili kraće Pridnjestrovlje (spominje se i pod nazivom Transdnjestarska Republika) je dio teritorija Moldavije smješten uz lijevu obalu Dnjestra, koja je na mjestima široka i do 15 km. Područje je većinom naseljeno Rusima i Ukrajincima. Vlast na ovom području obnaša samoproglašena Pridnjestrovska Moldavska Republika proglašena 2. rujna 1990.
Na moldavskom (rumunjskom) jeziku ova se regija naziva Transnіstrіa, dok se u službenoj moldavskoj dokumentaciji naziva Stânga Nіstruluі, što bi u prijevodu značilo "Lijeva obala Dnjestra". 

## Povijest
U ranom srednjem vijeku Pridnjestrovlje su naseljavala slavenska plemena Uliči i Tiverci zajedno s nomadskim turkijskim plemenima Kumanima (Polovcima) i Pečenezima. Jedno je vrijeme područje bilo i u sastavu Kijevske Rusi, a od 60-ih godina XI. stoljeća, područje je u sastavu Litve. Sjeverno Pridnjestrovlje je bilo dio povijesne regije Podolja, dok je južno Pridnjestrovlje ušlo u sastav Zlatne Horde (1242.), a od kraja XV. stoljeća bit će dio Krimskog Kanata. Mirovnim sporazumom od 9. siječnja 1792. godine ovo područje postaje dio carske Rusije. Tada je to bio slabo naseljen kraj u kojem su živjeli uglavnom Moldavci, Ukrajinci, Srbi i Bugari.    
Krajem XVІІІ. stoljeća carska Rusija naseljava ovo područje ne bi li zaštitila jugozapadnu granicu carevine. Tadašnja ruska vlast je poticala naseljavanje Nijemaca, Armenaca, Grka i Moldavaca na prostor Pridnjestrovlja.   
Tijekom XІX. stoljeća cijelo je Pridnjestrovlje (s velikim gradovima Baltom i Tiraspoljem) i nadalje u sastavu Rusije. S vremena na vrijeme na ovo je područje pretendirala i Rumunjska, ali ono joj nije nikad pripalo, čak ni poslije Prvog svjetskog rata. Jedina je iznimka grad Bender koji je u razdoblju od 1918. do 1940. bio u sastavu provincije Moldavije koja je bila jedna od tadašnjih rumunjskih provincija. 
Što se tiče ostalog dijela Pridnjestrovlja, od 1917. se područje nalazilo u sastavu Ukrajine, a 1922., zajedno s cijelom Ukrajinom ušlo u sastav SSSR-a.    

### Razdoblje 1920. – 1940.
Godine 1924. stvorena je Moldavska Autonomna Sovjetska Socijalistička Republika koja je bila u sastavu Ukrajinske SSR. Prema Staljinovoj zamisli, ona je trebala biti središnji teritorij za buduću Moldavsku SSR kojoj su se trebala priključiti i ostala moldavska područja smještena na desnoj strani Dnjestra, jer SSSR nikad nije priznao njihovo odcjepljenje. Službenim jezicima proglašeni su ruski, ukrajinski i moldavski. Glavnim gradom MASSR-a postala je Balta (ukrajinski grad kojeg je sovjetska vlast predala Moldavskoj Autonomnoj SSR zajedno sa susjednim područjem ne bi li na taj način bio povećan teritorij, ali od 1929. prijestolnica je prenesena u "ideološko podobniji" grad Tiraspol koji je obnašao tu funkciju do 1940.
Dogovorom između Molotova i Ribbentropa, Besarabija je pripala u sferu djelovanja SSSR-a.  Glavni razlog zašto Staljin nije odmah okupirao Besarabiju bili su dogovori između Francuske i Rumunjske (Francuska je Rumunjskoj jamčila da će stupiti u rat na njenoj strani ako Rumunjske uđe u bilo kakav vojni konflikt), istu garanciju je Engleska obećala Poljskoj, i zaista je objavila rat Njemačkoj nakon što je Poljska napadnuta. Nakon što je Njemačka porazila Poljsku, a sovjetska vojska zauzela Zapadnu Ukrajinu i Bjelorusiju (koje su dotada bile u sastavu Poljske) u rujnu 1939., i Francuska kapitulirala u svibnju/lipnju 1940., 26. lipnja 1940. SSSR je dao Rumunjskoj ultimatum kojim je tražio da Rumunjska preda SSSR-u Besarabiju, sjevernu Bukovinu i oblast Herca. 
Izgubivši potporu Francuske і sukobivši se s Mađarima na zapadu koji su također pretendirali na zapadna rumunjska područja (Erdelj), Rumunjska je bila prisiljena prihvatiti Staljinov ultimatum. Sva ta anektirana područja (osim južne Besarabije koja je priključena Odeškoj oblasti Ukrajinske SSR) ujedinjena su s Moldavskom Autonomnom SSR u jedinstvenu Moldavsku Sovjetsku Socijalističku Republiku sa središtem u Kišinjevu. Balta i okolna područja su vraćena Ukrajini. Sjevernoj Bukovini je priključena oblast Herca i tako je formirana Černivečka oblast koja je također priključena Ukrajinskoj SSR.

### Drugi svjetski rat
Takva geopolitička situacija se nije dugo zadržala. Njemačka je već 1941. sa svojim saveznicima napala Sovjetski Savez і Rumunjskoj se ukazala prilika vratiti sva područja koja je bila prisiljena dati SSSR-u. Tako su u sastav Velike Rumunjske (Românіa Mare) ušla ne samo područja koja je Rumunjska izgubila 1940., nego i sav prostor između Južnog Buga і Dnjestra (uključujući ukrajinske gradove Balta, Vinnica i Odesa). Taj prostor je nazvan Transnitrijom odnosno Zadnjestrovlje.
Godine 1944., nakon što se Crvena armija probila na Balkan, granice su se vratile na stanje iz 1940. dakle na stanje s početka Drugog svjetskog rata.
Kada su se za vrijeme Gorbačova i Perestrojke pojavili nešto liberalniji uvjeti u SSSR-u, Pridnjestrovlje se u rujnu 1990. proglasilo samostalnom sovjetskom republikom, a ne više dijelom Moldavske SSR. Ubrzo je došlo do raspada Sovjetskog Saveza.  

### Nakon raspada SSSR-a
Neovisnost Pridnjestrovlja do danas nije priznala ni jedna država ni međunarodna organizacija.
U razdoblju 1991. – 1992. izbio je i kratak vojni sukob između Moldavije i pridnjestrovskih oružanih snaga koje su bile podupirane starom sovjetskom 14. divizijom, smještenom na području Pridnjestrovlja. Rat se završio na mrtvoj točki, jer moldavske snage nisu bile toliko jake da svladaju pobunjeničke naoružane skupine. 
Pridnjestrovlje zauzima gotovo 17 % teritorija Republike Moldavije na kojemu živi približno 600 000 ljudi. Vlada u Kišinjevu nema apsolutno nikakav utjecaj na ovom području. 
U glavnom gradu Pridnjestrovlja – Tiraspolu, egzistira paralelna Vlada, od mnogih smatrana za diktaturu. Ona je uspostavila u Pridnjestrovlju vlastitu državu, koja ima gotovo sve – od policije i sudstva, do vlastite novčane jedinice, pa čak i vojsku, koja osigurava nepovredivost pridnjestrovskog teritorija. Usko je povezana s organiziranim kriminalom. Primjerice, za ministrom državne sigurnosti, Vadimom Antjufejevim, Interpol je raspisao tjeralicu[nedostaje izvor] zbog zločina koje je počinio u Rigi[nedostaje izvor] početkom 90-ih godina. Nesposobnost i nemoć moldavske (kišinjevske) Vlade jasno je vidljiva na primjeru iz 2004. godine, kada su unatoč prosvjedima iz Kišinjeva u Pridnjestrovlju zatvorene sve škole u kojima se govorio moldavski jezik pisan latinicom. Naime, smatra se da su moldavski i rumanjski dva ista jezika, no kada je pisan latinicom smatra se rumunjskim, a ako se radi o ćirilici onda se naziva moldavskim jezikom. Zatvorene „rumunjske” škole su ponovno otvorene, ali imaju status privatnih škola, prema tome ne dobivaju nikakva sredstva od pridnjestrovske Vlade. 
Pridnjestrovlje je glavni razlog nestabilnosti regije. U njemu je dobro organizirana trgovina oružjem (14. divizija je na odlasku iz ovog područja ostavila iza sebe skoro 40 000 tona municije). Većina oružja odlazi u Abhaziju i Južnu Osetiju preko ukrajinske Odese. Uz trgovanje oružjem, tiraspolska Vlada profitira i krijumčarenjem goriva, alkohola, duhana namijenjenima tržištu okolnih zemalja. Rusija je izabrala ulogu ruke zaštitnice Pridnjestrovlja, ne bi li na taj način zaštitila veliku većinu etničkih Rusa od krvoprolića. 
Neko je vrijeme u Rusiji i Ukrajini bio aktualan prijedlog o priznanju Pridnjestrovske Moldavske Republike, no Vlade obiju zemalja su to odlučno odbacile, jer bi to moglo dovesti do gubitka političkog utjecaja kojeg Rusija i danas ima u Moldaviji i ujedinjenja Moldavije i Rumunjske. Ukrajina i Rusija sebe drže zaslužnima za postignuto primirje između PMR i Moldavije, premda Vijeće Europe na ovo područje gleda kao područje "zamrznutog sukoba" koji bi lako opet mogao postati aktualnim.
Prema mišljenju Moldavije, egzistiranje PMR-a ovisi u velikoj mjeri o prisutnosti ruske vojske. Na sastanku OESS-a u Istanbulu 1999. Rusija se obvezala povući svoje snage s tog područja. Usprkos tome, 2006. godine u Pridnjestrovlju i dalje boravi ruska vojska u sklopu koje se nalaze i vojnici mirotvorci. 
Problem prisutnosti ruske vojske u Pridnjestrovlju je glavni kamen spoticanja Rusije i OESS-a. Pridnjestrovska Moldavska Republika ne drži samo vlast na lijevoj obali Dnjestra, već u njen sastav spada i grad Benderi (moldavski: Tіghіna) na desnoj obali rijeke.
Nakon izbijanja Krize u Ukrajini 2014., na zapadu su se pojavila strahovanja da bi Rusija mogla vojno intervenirati u južnim i istočnom dijelovima Ukrajine, te ih, zajedno s Pridnjestrovljem, pripojiti Rusiji. U sklopu pregovora o američko-ruskih pregovora o rješavanju ukrajinske krize, ruska je strana u popis svojih uvjeta uvrstila i garancije vezane uz status Pridnjestrovlja, tražeći da se spor riješi u formatu 2+5, tj. između Moldavije i Pridnjestrovlja uz 5 promatrača (OESS, EU, Rusija, Ukrajina i SAD).
U studenom 2011. god. izvješćuju Ukrajinski mediji da Pridnjestrovska Moldavska Republika i nadalje u velikoj mjeri pridonosi ovisnosti Moldavije o ruskoj opskrbi energentima: Moldavija se električnom energijom opskrbljuje u prvom redu iz elektrana koje se nalaze na teritoriju Pridnjestrovlja - te prodaja te električne energije uvelike pridonosi gospodarstvu Pridnjestrovlja - a i plinovodi kojima se teritorij Moldavije opskrbljuju plinom imaju ključne dionice na teritoriju pod kontrolom separatističkih Pridnjestrovskih vlasti. Plin se u cijelosti uvozio iz Rusije; zapravo je cjelokupna moldavska opskrba energijom oslonjena je tim putem na Rusku Federaciju. Do stanovite se mjere Moldavija počela za opskrbu energenata oslanjati na susjedne Rumunjsku i Ukrajinu tek nakon početka Ruske invazije na Ukrajinu 2022. god.

## Vanjske poveznice
- BBC-ijev osvrt na Pridnjestrovlje
- Misija OESS-a u Moldaviji

### Stranice Pridnjestrovlja
- Službene stranice predsjednika PMR
- Pridnestrovie.net
- transdniestria.com
- Posjetite Pridnjestrovlje

### Moldavske stranice
- Moldova Azi: Vijesti iz Moldavije  Arhivirana inačica izvorne stranice od 29. rujna 2006. (Wayback Machine)
- Moldova.org  Arhivirana inačica izvorne stranice od 26. listopada 2008. (Wayback Machine) nevladin internetski portal

### Ostalo
- Pridnjestrovski konflikt — ozbiljan,  neriješen moldavski problem (na ruskom)  Arhivirana inačica izvorne stranice od 27. rujna 2007. (Wayback Machine)
- Nevladin novinski portal PMR, Lenta (na ruskom)
- Stranica grada Tiraspola  Arhivirana inačica izvorne stranice od 11. srpnja 2006. (Wayback Machine)
- Stranica grada Bendery
- Karta Pridnjestrovlja
- Viorel Dolha «Sve o Pridnjestrovlju» (na engleskom)  Arhivirana inačica izvorne stranice od 11. ožujka 2007. (Wayback Machine) (s aspekta Rumunjske)
- PRIDNJESTROVLJE.net  Arhivirana inačica izvorne stranice od 4. srpnja 2006. (Wayback Machine)